# Бійня в Канзас-Сіті
«Бійня в Канзас-Сіті» (англ. The Kansas City Massacre) — американський фільм 1975 року.

## Сюжет
1933 рік, місто Канзас штат Міссурі. Гангстери звільняють одного зі своїх людей, конвойованого в тюрму, в ході цього вбивши кількох агентів ФБР і місцевих поліцейських. Агент Мелвін Первіс збирає команду, щоб вистежити і захопити відповідальних за побоїще.

## У ролях
| Актор          | Роль                            |
| -------------- | ------------------------------- |
| Дейл Робертсон | Мелвін Первіс                   |
| Бо Хопкінс     | Чарльз Артур «Красунчик» Флойд  |
| Скотт Брейді   | комісар Герберт Такер Макелвейн |
| Метт Кларк     | Верн Міллер                     |
| Джон Карлен    | Сем Коулі                       |
| Лінн Лоринг    | Вай Морленд                     |
| Роберт Волден  | Адам Річетт                     |
| Елліотт Стріт  | Лестер Гілліс «Малюк» Нельсон   |
| Міллс Вотсон   | Френк «Джеллі» Неш              |
| Гарріс Юлін    | Джон Лезая                      |
| Філіп Брунс    | Капітан Джексон                 |
| Вільям Джордан | Джон Діллінджер                 |
| Саллі Кіркланд | Вільма Флойд                    |
| Морган Полл    | Елвін «Жахливий» Карпіс         |
| Айк Айсенманн  | Джиммі Флойд                    |
| Джеймс Геммон  | Гарт                            |
| Девід Рейдон   | клерк                           |
| Макс Клевен    | Паркер                          |
| Дон Мегован    | Бос Стінгер                     |
| Сенді Ворд     | Айверс                          |
| Лестер Меддокс | губернатор Патрік Бернс         |
| Брайон Джеймс  | Гомер Ван Метер                 |
| Ларрі Манетти  | Гаррі П'єрпонт                  |
| В.Т. Зача      | Том Пендергаст                  |
| Гері Сенді     | Док Баркер                      |
| Гантер фон Лір | Фред Баркер                     |
| Джим Сторм     | Ларрі Де Вол                    |